# 日立ポンパ号
日立ポンパ号（ひたちポンパごう）とは、日立家電販売株式会社の依頼により、かつて日本国有鉄道（国鉄）が運行したショールーム列車。

## 概要
カラーテレビ「ポンパ」を販売していた日立家電販売の依頼により、ディスカバー・ジャパンと同様電通が企画。1970年（昭和45年）10月14日から1971年（昭和46年）6月25日まで全国を回り203か所で展示会を開催した。216日間で約2万キロを走行し、99万人の観客が列車内部を観覧した。

## 列車編成
1号車：C1191（日立製作所製。無火回送扱いのため、別途牽引機関車を配した。）
2号車：オハユニ6172（電源車）
3号車：オハ612028（ポンパの森と称した、カラーテレビの色の組み合わせ原理などを展示）
4号車：オハ612068（カラーテレビの製造工程のパネル展示やテレビを使ったゲーム等を展示）
5号車：オハ61562（ディスカバージャパンコーナーとして鉄道模型や日本の風景をカラースライドショーで紹介）
6号車：オハユニ6174（日立家電品の展示）
- 2号車から6号車までは国鉄60系客車。
- 列車の外装デザインは山下勇三が担当。
- 車両改造費は約3,000万円。

## 運行
1970年10月14日11時52分品川駅を発車し、南は鹿児島から北は稚内まで巡回。1971年6月25日同駅に戻り最終展示を行った。主な経路は次の通り。
名古屋（10月27日）、岐阜、福井（11月10日）、金沢（同12日）、富山（同16日）、八鹿、鳥取、米子、松江（同24日）、浜田、下関（同27日）、小倉（同29日）、以後九州各地を回り行橋（12月23日）で年内の運行を終了。翌年は笠戸からスタートし、徳山、岩国、広島（2月6日）、呉、尾道、福山、岡山。同15日に四国に渡り、同27日に本州に戻って神戸（3月2日）、大阪（3月4〜6日）、奈良、京都、和歌山、尾鷲、津、四日市、新潟、秋田、弘前、五所川原。4月10日北海道に渡り、室蘭などを経て同29日に函館を発ち青森に向かう。盛岡、仙台（5月10日）、山形、福島、高崎、松本、甲府、立川、千葉、水戸、平、下館、金町、赤羽、渋谷、品川とたどった。
- 列車には常時13人から15人、多いときには20人ほどのスタッフが乗車。マスコット「ポンパ君」の着ぐるみは劇団ピッカリ座が担当した。
- 日立家電販売が負担した運行経費は約2,000万円だった。